# Elana Dykewomon
Elana Dykewomon (nascida Nachman; Nova Iorque, 11 de outubro de 1949 – Oakland, 7 de agosto de 2022) foi uma ativista lésbica, autora, editora-chefe e professora norte-americana. Ela recebeu o Prêmio Literário Lambda de Ficção Lésbica.

## Primeiros anos e educação
Elana Michelle Nachman nasceu em Manhattan, distrito de Nova Iorque. Filha de pais judeus de classe média; sua mãe era pesquisadora e bibliotecária, e seu pai era advogado. Ela foi criada em uma família sionista, e seu pai lutou na Guerra da Independência de Israel. Ela e sua família se mudaram de Long Island para Porto Rico quando ela tinha oito anos.
Dykewomon teve uma infância difícil, pois lutava contra sua sexualidade e brigava frequentemente com seus pais. Ela se lembrou de ter sido molestada por um funcionário do hotel local de San Juan. Por volta dos onze ou doze anos de idade, ela tentou suicídio e, consequentemente, foi transferida para um centro residencial em Nova Iorque em busca de tratamento e, posteriormente, para Hospital Johns Hopkins em Baltimore, devido a outra tentativa. No final da adolescência, ela morou em uma casa de recuperação e frequentou vários internatos, incluindo a Windsor Mountain School.
Ela estudou belas artes no Reed College em Portland, Oregon, obteve o título de Bacharel em Belas Artes em escrita criativa pelo California Institute of the Arts em 1971 e o título de Mestre em Belas Artes pela Universidade Estadual de São Francisco em 1997.

## Carreira como romancista
Em 1974, Dykewomon publicou seu primeiro romance, Riverfinger Women, sob seu nome de nascimento, Elana Nachman.
Seu segundo livro, They Will Know Me By My Teeth, lançado em 1976, foi publicado sob o nome de Elana Dykewoman, "ao mesmo tempo uma expressão de seu forte compromisso com a comunidade lésbica e uma maneira de se manter 'honesta', já que qualquer um que lesse o livro saberia que a autora era lésbica". Ela também considerou sua mudança de nome uma tentativa de se distanciar da linhagem de rabinos Nachman e da cultura literária tradicional, observando que "se eu me chamasse Dykewomon, nunca seria resenhada no jornal The New York Times".
Fragments From Lesbos, impresso em 1981 "apenas para lésbicas", foi publicado sob o sobrenome atual da autora, "Dykewomon", para "evitar conexão etimológica com homens".
Na antologia de 1989 de escritos de mulheres judias, The Tribe of Dina, Dykewomon descreve-se como "uma separatista lésbica, descendente do Baal Shem Tov, compositora, (...) poetisa".
Em 1997, Dykewomon publicou Beyond the Pale: A Novel, que acompanhava a migração de duas lésbicas judias da Rússia para o Lower East Side, em Nova Iorque. O romance de ficção histórica incluía uma representação do incêndio na Fábrica Triangle Shirtwaist, bem como dos pogroms russos, do movimento sufragista dos EUA e das práticas de obstetrícia no início do século XX. Beyond the Pale foi republicado em 2013 e considerado um clássico do gênero ficção lésbica. O romance serviu como tese de mestrado de Dykewomon na Universidade Estadual de São Francisco, exigindo que ela estudasse iídiche, a Torá e o Talmude. Maxine Chernoff foi sua orientadora de tese.

## Editora-chefe em revista feminista
De 1987 a 1995, Dykewomon foi editora-chefe da Sinister Wisdom, uma revista feminista lésbica internacional de literatura, arte e política, além de contribuir com artigos. Ela também contribuiu regularmente para vários outros periódicos lésbicos, incluindo Common Lives/Lesbian Lives . Ela também era colaboradora regular da Bridges, uma revista de textos escritos por mulheres judias.

## Prêmios e honrarias
Em 1998, Beyond the Pale ganhou o Prêmio Literário Lambda de Ficção Lésbica e o Prêmio Ferro-Grumley de Ficção Lésbica.
Em 2004, Riverfinger Women foi escolhida na posição 87 da lista The Publishing Triangle dos 100 melhores romances lésbicos e gays, por um painel de jurados que incluía Dorothy Allison, Samuel R. Delany, Lillian Faderman, ME Kerr, Sarah Schulman e Barbara Smith. Em 2018, a Golden Crown Literary Society concedeu à Riverfinger Women o prêmio Lee Lynch Classic Award por ser uma "parte essencial da história literária americana, da literatura LGBT, da política e da cultura popular".
Dykewomon recebeu o prêmio Jim Duggins Outstanding Mid-Career Novelists' Prize do Saints and Sinners Literary Festival em 2009.

## Vida pessoal e morte
Depois de se formar no California Institute of the Arts, Dykewomon mudou-se para Northampton, Massachusetts, onde se envolveu com o Valley Women's Center e projetos separatistas lésbicos. Em Northampton, ela ajudou a fundar a Megaera Press, uma editora lésbica, bem como a Women's Film Coop.
Na década de 1970, Dykewomon mudou-se para Coos Bay, Oregon, antes de se estabelecer em Oakland, Califórnia, na década de 1980. Em Oakland, ela trabalhou como tipógrafa e deu aulas nos departamentos de Inglês e Estudos Femininos e de Gênero em sua alma mater, a San Francisco State. Dykewomon esteve envolvida com a Marcha das Lésbicas de São Francisco por mais de oito anos. Ela foi casada com Susan Levinkind de 1988 até sua morte por demência por corpos de Lewy em 2016.
Dykewomon morreu de câncer de esôfago em sua casa em 7 de agosto de 2022, aos 72 anos de idade, pouco antes de assistir à leitura transmitida ao vivo do Bay Area Playwrights Festival de How to Let Your Partner Die, uma peça que ela havia escrito sobre a doença e a morte de Levenkind.

## Obras publicadas

### Romance
- Nachman, Elana (1974). Riverfinger Women (em inglês). Plainfield, VT: Daughters, Inc.
- Dykewomon, Elana (1997). Beyond the Pale (em inglês). Vancouver: Press Gang Publishers. ISBN 9780889740747
- Dykewomon, Elana (2009). Risk (em inglês). Ann Arbor: Bywater Books. ISBN 9781932859690

### Coletâneas de poesia e contos
- Dykewoman, Elana (1976). They Will Know Me By My Teeth (em inglês). Northampton, MA: Megaera Press. OCLC 897740442
- Dykewomon, Elana (1981). Fragments from Lesbos (em inglês). Langlois, OR: Diaspora Distribution. OCLC 31156287
- Dykewomon, Elana (1995). Nothing Will Be As Sweet As The Taste: Selected Poems 1974–1994 (em inglês). London: Onlywomen Press. ISBN 9780906500576
- Dykewomon, Elana (2003). Moon Creek Road (em inglês). Duluth, Minn.: Spinsters Ink. ISBN 9781883523626
- Dykewomon, Elana (2015). What Can I Ask: New and Selected Poems 1975-2014 (em inglês). Berkeley, CA: Sinister Wisdom. ISBN 978-1-938334-15-3

### Prosa
- Dykewomon, Elana (1983). «The Mezzuzah Maker». Common Lives/Lesbian Lives (em inglês). 8
- Dykewomon, Elana (outono de 1985). «Staking Claims». Common Lives/Lesbian Lives (em inglês). 17
- Dykewomon, Elana (1989). «Manna from Heaven». In:  Kaye/Kantrowitz, Melanie; Klepfisz. The Tribe of Dina: A Jewish Women's Anthology (em inglês). [S.l.]: Beacon Press. ISBN 0-8070-3605-6
- Dykewomon, Elana (1990). «My Grandmother's Plates». Speaking for Ourselves: Short Stories by Jewish Lesbians (em inglês). Freedom, CA: Crossing Press. ISBN 978-0895944283
- Dykewomon, Elana (1998). «Knaydie and the Librarian». In:  Tulchinsky, Karen X. Friday the Rabbi Wore Lace: Jewish Lesbian Erotica (em inglês). [S.l.]: Cleis Press. ISBN 9781573440417
- Dykewomon, Elana (1999). «Grace». In:  Krug, Andrea; Schadenberg. augenblicke (em inglês). Berlin: [s.n.] ISBN 978-3930041190
- Dykewomon, Elana (2001). «Dinoflagellates». In:  Tulchinsky, Karen X. Hot & Bothered 3: Short Short Fiction on Lesbian Desire (em inglês). [S.l.]: Arsenal Pulp Press. ISBN 9781551521022
- Dykewomon, Elana (2002). «The Body Politic: Meditations on Identity». In:  Anzaldúa, Gloria; Keating. This Bridge We Call Home: Radical Visions for Transformation (em inglês). New York: Routledge. pp. 450–457. ISBN 9781135351526
- Dykewomon, Elana (2003). «What Love Is». In:  Brown, Angela. Best Lesbian Love Stories 2003 (em inglês). [S.l.]: Alyson Press. ISBN 978-1555837655
- Dykewomon, Elana (2007). «Seeking Welcome». In:  Forrest, Katherine V.; Buskirk. Love, Castro Street: Reflections of San Francisco (em inglês). [S.l.]: Alyson Press. ISBN 9781555839970

### Poesia
- "I had a dream..." e "Even My Eyes Baceme Mouths" em Dykewomon, Elana (1990).  McEwen, Christian, ed. Naming the Waves: Contemporary Lesbian Poetry (em inglês). Freedom, CA: Crossing Press. ISBN 9780895943712
- — (1983). «learning to breathe». In:  Schoenfielder, Lisa; Wieser, Barb. Shadow on a Tightrope: Writings by Women on Fat Oppression (em inglês). Iowa City: Aunt Lute Books. ISBN 9781879960244
- "The Census Taker Interviews the 20th Century" e "The Vilde Chaya and Civilization" em — (1992). Bridges: A Journal for Jewish Feminists and Our Friends (em inglês). Seattle, Washington. 3 (1). ISSN 1046-8358 ISSN 1046-8358
- "New England Cemetery" e "diving, I kiss" em Dykewomon, Elana (1993).  Penelope, Julia; Wolfe, eds. Lesbian Culture: An Anthology (em inglês). Freedom, CA: Crossing Press. ISBN 9780895945921
- — (1994). «A Law of Physics». Bridges: A Journal for Jewish Feminists and Our Friends (em inglês). ISSN 1046-8358
- — (verão de 1994). «When to Answer». Zyzzyva (em inglês). X (2). ISSN 8756-5633
- Vários em Dykewomon, Elana (1999).  Mohin, Lilian, ed. Not for the Academy: Lesbian Poets (em inglês). London: Onlywomen Press. ISBN 9780906500606
- — (abril de 2000). «Butch resisting the pressure to change gender». Boston. Sojourner (em inglês). ISSN 0191-8699
- Prefácio, " Yahrzeit", "Butch Breasts at Fifty" e "Should I Tell My Gynecologist" em Zeiser, Linda; Machado, eds. (2006). What I Want From You: Voices of East Bay Lesbian Poets (em inglês). Pittsburgh, CA: Raw Art Press. ISBN 978-0972918558
- — (2011). «An Eastern/Western Country Song». In:  Enszer, Julie R. Milk and Honey: A Celebration of Jewish Lesbian Poetry (em inglês). [S.l.]: A Midsummer Night's Press. ISBN 978-0-9794208-8-7
- — (primavera de 2016). «Pauline Newman at 92». Calyx (em inglês). 29 (1). ISSN 0147-1627

### Ensaios
- Dykewomon, Elana (1983). «Traveling Fat». In:  Schoenfielder, Lisa; Wieser. Shadow on a Tightrope: Writings by Women on Fat Oppression (em inglês). Iowa City: Aunt Lute Books. ISBN 9781879960244
- Dykewomon, Elana (1989). «The Fourth Daughter's Four Hundred Questions». In:  Beck, Evelyn Torton. Nice Jewish Girls: A Lesbian Anthology (em inglês). Boston: Beacon Press. ISBN 978-0807079058
- Dykewomon, Elana (dezembro de 2001).  Gartrell, Nanette; Rothblum, Ester, eds. «Changing the World». Harrington Park Press. Journal of Lesbian Studies (em inglês). 5 (3): 53–62. PMID 24802823. doi:10.1300/J155v05n03_06
- Dykewomon, Elana (2002).  Kinberg, Clare, ed. «My Mother and the Wars». Eugene, OR. Bridges: A Journal for Jewish Feminists and Our Friends (em inglês). 9 (2). ISSN 1046-8358
- Dykewomon, Elana (2005). «Lesbian Quarters: On Building Space, Identity, Institutional Memory and Resources». Journal of Lesbian Studies (em inglês). 9 (1 & 2): 31–43. PMID 19780262. doi:10.1300/J155v09n01_03
- Dykewomon, Elana; Rothblum, Esther (2009). «Are We Ready to Throw Our Weight Around?: Fat Women and Political Activism». In:  Rothblum, Esther; Solovay. The Fat Studies Reader (em inglês). [S.l.]: NYU Press. ISBN 978-0-8147-7631-5
- Dykewomon, Elana (fevereiro de 2010). «Who says we're extinct?». TRIVIA: Voices of Feminism (em inglês). 10. ISSN 2166-9082
- Dykewomon, Elana; Felman, Jyl Lynn (primavera de 2011). «Forward and Backward: Jewish Lesbian Writers». Bridges: A Journal for Jewish Feminists and Our Friends (em inglês). 16 (1): 228–233. ISSN 1046-8358. doi:10.2979/bridges.16.1.228
- Dykewomon, Elana (primavera de 2011). «Walking on the Moon». TRIVIA: Voices of Feminism (em inglês). 11. ISSN 2166-9082
- Dykewomon, Elana (2014). «Living "Anyway:" Stories of Access». Journal of Lesbian Studies (em inglês). 18 (1): 21–30. PMID 24400626. doi:10.1080/10894160.2013.836432
- Dykewomon, Elana (2014). «In Search of the Fabled Fat Woman». Fat Studies (em inglês). 3 (1): 1–5. doi:10.1080/21604851.2013.770355